# Peter Sakmár
Peter Sakmár (* 12. Oktober 1978 in Levoča, Tschechoslowakei) ist ein slowakischer römisch-katholischer Geistlicher und Apostolischer Administrator von Atyrau.

## Leben
Peter Sakmár studierte Philosophie und Theologie und empfing am 17. Juni 2006 durch Bischof František Tondra in der Kathedrale des heiligen Martin das Sakrament der Priesterweihe für das Bistum Spiš. Bis zum Dezember 2020 war er Spiritual am interdiözesanen Priesterseminar in Karaganda.
Papst Franziskus ernannte ihn am 8. Dezember 2020 zum Apostolischen Administrator von Atyrau, ohne ihn in den Rang eines Bischofs zu erheben.